# 112 v.Chr.
112 v.Chr. is een jaartal volgens de christelijke jaartelling.

## Gebeurtenissen

### Italië
- In Rome worden Lucius Calpurnius Piso Caesoninus en Marcus Livius Drusus, gekozen tot consul van het Imperium Romanum.
- De Senaat, woedend vanwege de massamoord in Numidië, verklaart Jugurtha de oorlog en besluit een Romeins expeditieleger naar Noord-Afrika te sturen.

### Syrië
- Antiochus VIII Grypos verslaat bij Antiochië zijn halfbroer Antiochus IX Cyzicenus. Tijdens het beleg en inname van de hoofdstad houdt Cleopatra IV zich schuil in de Tempel van Apollo, maar wordt door de Syriërs vermoord.

### Numidië
- Jugurtha (112 - 106 v.Chr.) wordt alleenheerser over het Numidische Rijk en verovert Cirta. Hij laat alle mannen en Romeinse handelaars afslachten. Adherbal van Numidië wordt gevangengenomen en in het openbaar geëxecuteerd.

## Geboren
- Lucius Afranius (~112 v.Chr. - ~46 v.Chr.), Romeins consul en veldheer

## Overleden
- Adherbal van Numidië, koning van Numidië
- Cleopatra IV (~140 v.Chr. - ~112 v.Chr.), koningin van Egypte (28)